# Phytoseius kishii
Phytoseius kishii är en spindeldjursart som beskrevs av Ehara 1967. Phytoseius kishii ingår i släktet Phytoseius och familjen Phytoseiidae. Inga underarter finns listade i Catalogue of Life.